# Sven O. Persson
Sven Olof Persson, känd som Sven O. Persson (eller populärt, på jämtska: Sven Persa), född 14 april 1900 i Östersund, död 28 mars 1990 i Östersund, var en svensk företagsledare och kommunpolitiker. 
Han var styrelseordförande i Jämtlands Folkbank och grundare av Bilbolaget, Byggelit, Östersundstravet och Persson Invest. Persson var även aktiv kommunpolitiskt i Östersunds kommun för Moderaterna 1955–70 och ledamot av drätselkammaren till 1967. Persson var under sin tid den mest framstående entreprenören i Jämtland och utsågs efter en omröstning i Östersunds-Posten vid millennieskiftet 2000 till "Århundradets jämte".

## Karriär
Persson började sin karriär som hästhandlare, och hästhandel var något som jämtar i generationer utövat, Perssons föräldrar inkluderade. Efter avlagd realexamen 1915 började Persson själv engagera sig inom näringen och förstod att han hade en naturlig fallenhet för affärer. Han började därefter även ägna sig åt skogsaffärer och insåg tidigt bilens betydelse och började syssla med bilförsäljning på 1920-talet. Persson övertog 1932 Volvos olönsamma agentur i staden tillsammans med sin broder Gustaf Persson genom deras gemensamma företag Bilbolaget. Därefter övertog bröderna även Volvos agentur i Sundsvall och företaget utvecklades till mellersta Sveriges största bilhandlare, även om man faktiskt 1950 sålde lika många hästar som bilar. År 1955 delade de upp bolaget mellan sig och Sven O. Persson behöll verksamheten i Östersund medan brodern Gustaf övertog den i Sundsvall. 
Perssons verksamhet växte kraftigt, han hade köpt in stora mängder skog och han ägde tillgångar i en rad olika bolag eller som enskild egendom. Bland annat hade han startat spånskivefabriker i Lockne och Lit och i den senare grundades även Byggelit 1965. Efter en stor genomgång av hans rörelse grundades AB Persson Invest 1968. I slutet av 1960-talet förvärvades även sågverket i Gällö och i början av 1970-talet räddade han Till-bryggerierna undan en fusion med Pripps. Efter att Persson dog 1990 övertog hans fem barn verksamheten som omsätter omkring 3 miljarder kronor varje år.
Persson representerade Högerpartiet i stadsfullmäktige och landstinget.
För den samhällsnytta han åstadkom erhöll Persson Jamtamot i Uppsalas hederspris 1984 med motiveringen; Redan på vikingatiden var jamten känd som handelsman. Sven Persson är den jamt som med denna tusenåriga tradition bakom sig ännu bär den levande vidare. Sven Perssons kunnighet och renhårighet i affärer är väl vitsordad och behöver inte här redogöras för. Det kan bara nämnas de många jamtar som genom hans initiativförmåga kunnat få sin utkomst i Jamtland.
Till minne av Sven O. Persson har bland annat instiftats ett näringslivspris, Sven O Perssons hederspris för föredömlig företagargärning, som sedan 1966 delas ut av Sven O Perssons minnesfond varje år på den så kallade "Guldgalan" i Östersund.

## Familj
Sven O. Persson var son till handlaren och åkaren Per Olof Persson och Margareta Hansdotter.
Han gifte sig 1933 med Ruth Ericsson (1908–2004), dotter till handlanden Verner Ericsson och Ida Ericsson. De fick fem barn: Olle Persson (född 1935), Margareta Lundstam (född 1937, död 2015), Gunilla Johansson (född 1941), den socialdemokratiska politikern Kristina Persson (född 1945) och Bob Persson (född 1950). Makarna Persson är begravda på Norra begravningsplatsen i Östersund.